# سينما صامتة

تشارلي تشابلن، أحد نجوم السينما الصامتة

السينما الصامتة هي الأفلام التي تعتمد بالأساس على الصورة في غياب الحوار وحتى الموسيقى في الغالب لتساعد المتفرج على الانصهار مع قصة الفيلم وميزته انه موجه لشريحة اوسع من الجمهور على الرغم من اختلاف اللغات، كانت كل الأفلام الأولى صامتة وذلك لعدم تطور تقنية دمج الصوت مع الفيلم.

## اقرأ أيضا
- صمت
- ديسيبل